# Щепанковиці
Щепанковиці (пол. Szczepankowice) — село в Польщі, у гміні Кобежиці Вроцлавського повіту Нижньосілезького воєводства.
Населення — 293 особи (2011).
У 1975-1998 роках село належало до Вроцлавського воєводства.

## Демографія
Демографічна структура станом на 31 березня 2011 року:
|          | Загалом | Допрацездатний вік | Працездатний вік | Постпрацездатний вік |
| -------- | ------- | ------------------ | ---------------- | -------------------- |
| Чоловіки | 157     | 32                 | 113              | 12                   |
| Жінки    | 136     | 23                 | 81               | 32                   |
| Разом    | 293     | 55                 | 194              | 44                   |